# Ар И Ем
Ар И Ем (на английски: R.E.M.) е американска рок група, формирана в Атънс, щата Джорджия, САЩ, през 1980 г.

## История
Те са пионерите на т. нар. алтернативен стил на рок музиката, и една от най-популярните и добре посрещнати от критиката групи на 1980-те и 1990-те. Нейните членове са китаристът Питър Бък, певецът Майкъл Стайп, басистът Майк Милс и барабанистът Бил Бери. Абревиатурата R.E.M. е съкращение за бързо движение на очите при сънуване, въпреки че членовете на групата казват, че изборът на това име е най-вече заради липсата на ясно значение. Групата се разформирова официално на 21 септември 2011 г. след като това е обявено на официалния сайт.
Към момента на образуване на R.E.M., Бък работи в магазин за запис, а Стайп, Милс и Бери (последните двама вече опитни музиканти) са били студенти в Университета в Джорджия. R.E.M. правят първото си изпълнение на частно парти – рожден ден и разработва свой отличителен звук по време на многобройните турнета изпълнения в барове и рок клубове.
Ръстът на популярността на R.E.M. е тясно свързан с развитието на т. нар. алтернативен рок. Силно повлиян от нетърпеливия, енергичен стил на 1970-те пънк и ню уейв, алтернативният стил се отличава от основната поп музика през 1980-те със своя дисонантен звук и иронични текстове. Неговото развитие е подсилено от няколко промени в САЩ по това време, включително и от забележимото присъствие на регионални центрове в създаването и изпълнението на независима музика (музикално произведение, записано без подкрепата на големите звукозаписни компании), растежът на независими звукозаписни компании и възходът на колежанските радио станции, които са освободени от ограниченията на търговските радиа, може да излъчват необичайно голямо разнообразие от музика. Първият запис на R.E.M., сингълът „Radio Free Europe“, издаден през 1981 г., може би е първият комерсиален успех сред колежанските радиа, и става хит в Съединените щати. През 1982 г. групата подписва договор с една от най-големите независими звукозаписни компании – IRS Records. Първият албум на R.E.M., „Murmurs“, излиза през следващата година и се дължи до голяма степен от подкрепата на радиото в колежа, и достига до 36-о място в Билборд поп албум класацията. По-късно албумите „Reckoning“ (1984), „Fables for the Reconstructions“ (1985) и „Lifes Rich Pageant“ (1986) също се оказват добри. „Document“ (1987) влиза в ТОП 10 на най-добрите в Билборд класацията, от който албум влиза и първият сингъл на групата в ТОП 10 на синглите – „The One I Love“.
Музиката на R.E.M., написана от Бък, Бери и Милс, се характеризира със стегнат ритъм, остра, с метален звук на китара; дисонантна кънтри музика с фолк звучене, с поразително мелодични мотиви. Текстовете на песните са написани от Стайп, връзките между думи и фрази са нестандартни, което предполага и скритото им значение. През 1988 г. R.E.M. подписват договор с „Warner Bros.“, която е най-голямата звукозаписна компания и издава „Green“, който влиза в десетте най-добри албума, в който е и популярната песен „Stand“. „Out of Time“ (1991) се превръща в най-продавания албум за 1991 г., в който са включени основните сингли „Losing My Religion“ и „Shiny Happy People“. От „Out of Time“ са продадени 4.2 млн. копия само в САЩ. В „Green“ и „Out of Time“, както и в „Automatic for the People“ (1992) и Monster (1994), групата въвежда духови и струнни инструменти, изкривени звуци на китара и по-разбираеми текстове, които често отразяват все по-голям ангажимент към политически каузи като опазване на околната среда и гражданските права. През 1992 г. R.E.M. печелят три награди „Грами“, включително и наградата за най-добър алтернативен албум за „Out of Time“. Успехът на групата спомага за утвръждаването на алтернативния рок, като част от основно течение в американската музика. През 1996 г., дотогава те са продали общо около 30 милиона албума, R.E.M. подписат нов договор за 80 милиона $ с „Warner Bros.“, точно преди издаването на още един успешен албум, „New adventures in Hi-Fi“, който отива директно като номер едно в UK класацията.
През октомври 1997 г. Бил Бери обявява, че напуска групата, за да преследва други проекти, а останалите членове съобщават намерението си да продължат да работят заедно. Новият албум на групата „Up“ излиза през октомври 1998 г., в който се изявяват и гостуващи музиканти, включително барабанистът Барет Мартин. Турнето на R.E.M., като трио, през лятото на 1999 г., е първото за четири години. Албумът „Reveal“ (2001), който бива издаден, затвръждава успеха на групата. Въпреки че пълният с най-големите хитове албум „In Time: The Best Of R.E.M.“ доказва популярността сред феновете след пускането му през 2003 г., „Around the Sun“ (2004) получава смесени отзиви. „Accelerate“, издаден през 2008 г., успява да се наложи по-добре, достигайки номер едно в UK класациите. Групата става член на „Rock and Roll Hall of Fame“ през 2007 година.
На 7 март 2011 групата официално пуска на пазара 15-ия си студиен албум – „Collapse Into Now“, който с излизането си става 5-и в топ 10. С него R.E.M. си възвръщат типичното за тях и за милионите им фенове уникално звучене.

## Основатели
- Бил Бери (Bill Berry) – ударни;
- Питър Бък (Peter Buck) – китарист;
- Майк Милз (Mike Mills) – бас китара;
- Майкъл Стайп (Michael Stipe) – вокалист.

## Студийни албуми
- 1. Murmur (11 април, 1983) #36 U.S., Gold
- 2. Reckoning (16 април, 1984) #27 U.S.; #91 UK, US: Gold
- 3. Fables of the Reconstruction (10 юни, 1985) #28 U.S.; #35 UK, US: Gold
- 4. Lifes Rich Pageant (28 юли, 1986) #21 U.S.; #43 UK, US: Gold
- 5. Document (7 септември, 1987) #10 U.S.; #28 UK, US: Platinum
- 6. Green (8 ноември, 1988) #12 U.S.; #27 UK, US: 2xPlatinum
- 7. Out of Time (12 март, 1991) #1 U.S.; #1 UK, US 4xPlatinum
- 8. Automatic for the People (6 октомври, 1992) #2 U.S.; #1 UK, US 4xPlatinum
- 9. Monster (27 септември, 1994) #1 U.S.; #1 UK, US: 4xPlatinum
- 10. New Adventures in Hi-Fi (10 септември, 1996) #2 U.S.; #1 UK, US: Platinum
- 11. Up (27 октомври, 1998) #3 U.S.; #2 UK, US: Gold
- 12. Reveal (15 май, 2001) #6 U.S.; #1 UK, US: Gold
- 13. Around the Sun (5 октомври, 2004) #13 U.S.; #1 UK
- 14. Accelerate (Април, 2008)
- 15. Collapse Into Now (Март, 2011)

## Сингли
| Год. | Сингъл                                                        | UK Singles Chart | U.S. Hot 100 | U.S. Mainstream Rock | U.S. Modern Rock | Албум                        |
| ---- | ------------------------------------------------------------- | ---------------- | ------------ | -------------------- | ---------------- | ---------------------------- |
| 1981 | „Radio Free Europe“ (Hib-Tone version)                        | -                | -            | -                    | -                | Не е издаван                 |
| 1983 | „Radio Free Europe“ (re-recorded version)                     | -                | 78           | 25                   | -                | Murmur                       |
| 1983 | „Talk About the Passion“                                      | -                | -            | -                    | -                | Murmur                       |
| 1984 | „So. Central Rain (I'm Sorry)“                                | -                | 85           | -                    | -                | Reckoning                    |
| 1984 | „(Don't Go Back to) Rockville“                                | -                | -            | -                    | -                | Reckoning                    |
| 1985 | „Can't Get There From Here“                                   | -                | -            | 14                   | -                | Fables of the Reconstruction |
| 1985 | „Driver 8“                                                    | -                | -            | 22                   | -                | Fables of the Reconstruction |
| 1985 | „Wendell Gee“                                                 | 91               | -            | -                    | -                | Fables of the Reconstruction |
| 1986 | „Fall On Me“                                                  | -                | 94           | 5                    | -                | Life's Rich Pageant          |
| 1986 | „Superman“                                                    | -                | -            | 17                   | -                | Life's Rich Pageant          |
| 1987 | „Ages of You“ 3                                               | -                | -            | 39                   | -                | Dead Letter Office           |
| 1987 | „The One I Love“ 1                                            | 16               | 9            | 2                    | -                | Document                     |
| 1987 | „It’s the End of the World as We Know It (And I Feel Fine)“ 2 | 39               | 69           | 16                   | -                | Document                     |
| 1988 | „Finest Worksong“                                             | 50               | -            | 28                   | -                | Document                     |
| 1989 | „Stand“                                                       | 48               | 6            | 1                    | 1                | Green                        |
| 1989 | „Orange Crush“                                                | 28               | -            | 1                    | 1                | Green                        |
| 1989 | „Pop Song 89“                                                 | -                | 86           | 14                   | 16               | Green                        |
| 1989 | „Get Up“                                                      | -                | -            | -                    | -                | Green                        |
| 1989 | „Turn You Inside-Out“ 3                                       | -                | -            | 7                    | 10               | Green                        |
| 1991 | „Losing My Religion“                                          | 19               | 4            | 1                    | 1                | Out of Time                  |
| 1991 | „Shiny Happy People“                                          | 6                | 10           | 8                    | 3                | Out of Time                  |
| 1991 | „Near Wild Heaven“                                            | 27               | -            | -                    | -                | Out of Time                  |
| 1991 | „Radio Song“                                                  | 28               | -            | -                    | -                | Out of Time                  |
| 1991 | „Texarkana“ 3                                                 | -                | -            | 7                    | 4                | Out Of Time                  |
| 1992 | „Drive“                                                       | 11               | 28           | 2                    | 1                | Automatic for the People     |
| 1992 | „First We Take Manhattan" 3                                   | -                | -            | -                    | 11               | „Drive" single               |
| 1992 | „Ignoreland“ 3                                                | -                | -            | 4                    | 5                | Automatic for the People     |
| 1993 | „Man on the Moon“                                             | 18               | 30           | 4                    | 2                | Automatic for the People     |
| 1993 | „The Sidewinder Sleeps Tonite“                                | 17               | -            | 28                   | 24               | Automatic for the People     |
| 1993 | „Everybody Hurts“                                             | 7                | 29           | -                    | 21               | Automatic for the People     |
| 1993 | „Nightswimming“                                               | 28               | -            | -                    | -                | Automatic for the People     |
| 1993 | „Find the River“                                              | 54               | -            | -                    | -                | Automatic for the People     |
| 1994 | „What's the Frequency, Kenneth?“                              | 9                | 21           | 2                    | 1                | Monster                      |
| 1995 | „Bang and Blame“                                              | 15               | 19           | 3                    | 1                | Monster                      |
| 1995 | „Star 69“ 3                                                   | -                | -            | 15                   | 8                | Monster                      |
| 1995 | „Strange Currencies“                                          | 9                | 47           | 8                    | 14               | Monster                      |
| 1995 | „Crush With Eyeliner“ (UK-only release)                       | 23               | -            | 20                   | 33               | Monster                      |
| 1995 | „Tongue“ (UK-only release)                                    | 13               | -            | -                    | -                | Monster                      |
| 1996 | „E-Bow the Letter“                                            | 4                | 49           | 15                   | 2                | New Adventures In Hi-Fi      |
| 1996 | „Bittersweet Me“                                              | 19               | 46           | 7                    | 6                | New Adventures In Hi-Fi      |
| 1997 | „Electrolite“                                                 | 29               | 96           | -                    | -                | New Adventures In Hi-Fi      |
| 1997 | „How the West Was Won and Where It Got Us“                    | -                | -            | -                    | -                | New Adventures In Hi-Fi      |
| 1997 | „The Wake-Up Bomb“ 3                                          | -                | -            | 30                   | -                | New Adventures In Hi-Fi      |
| 1998 | „Daysleeper“                                                  | 6                | 57           | 30                   | 18               | Up                           |
| 1998 | „Lotus"“                                                      | 26               | -            | 31                   | 31               | Up                           |
| 1999 | „At My Most Beautiful“                                        | 10               | -            | -                    | -                | Up                           |
| 1999 | „Suspicion“                                                   | -                | -            | -                    | -                | Up                           |
| 2000 | „The Great Beyond“                                            | 3                | 57           | 33                   | 11               | Man on the Moon OST          |
| 2001 | „Imitation of Life“                                           | 6                | 83           | -                    | 22               | Reveal                       |
| 2001 | „All the Way to Reno (You're Gonna Be a Star)“                | 24               | -            | -                    | -                | Reveal                       |
| 2001 | „I'll Take the Rain“                                          | 44               | -            | -                    | -                | Reveal                       |
| 2003 | „Bad Day“                                                     | 8                | -            | -                    | -                | In Time: The Best Of R.E.M.  |
| 2004 | „Animal“                                                      | 33               | -            | -                    | -                | In Time: The Best Of R.E.M.  |
| 2004 | „Leaving New York“                                            | 5                | -            | -                    | -                | Around the Sun               |
| 2004 | „Aftermath“                                                   | 41               | -            | -                    | -                | Around the Sun               |
| 2005 | „Electron Blue“                                               | 26               | -            | -                    | -                | Around the Sun               |
| 2005 | „Wanderlust“                                                  | 27               | -            | -                    | -                | Around the Sun               |